# Dead Space Ignition
Dead Space Ignition es un videojuego descargable en formato cómic interactivo codesarrollado por Visceral Games y Sumo Digital y distribuido por Electronic Arts, disponible para las consolas PlayStation 3 y Xbox360, sólo en versión digital vía descarga, que sirve como contenido adicional del videojuego Dead Space 2, aunque no es obligatorio disponer de dicho videojuego para poder jugar a Ignition.

## Argumento
Dead Space: Ignition narra los acontecimientos ocurridos previamente al inicio de Dead Space 2. El jugador debe ayudar a un grupo de supervivientes que están siendo atacados por mutantes necromórficos. Para ello, el jugador debe completar una serie de puzles (existen tres tipos) que el juego va presentando a medida que avanza el argumento, que es narrado mediante viñetas a modo de cómic digital, con opción de seleccionar en determinados momentos el camino a tomar, al estilo de los libros "Elige tu propia aventura". El juego consta de cuatro actos, pero existen varias ramificaciones en la historia y diferentes finales.

## Puzles
Los puzles a completar son de tres tipos:
- Ruta de diagnóstico: Consiste en guiar un haz de luz a través de un recorrido mientras se evitan obstáculos y haces de luz enemigos. Se pueden usar ciertos potenciadores y beneficios.
- Anulación de sistema: La misión del jugador es, desde un extremo, mandar virus a la CPU enemiga para que destruya su base, que está al otro lado. Se pueden mandar señuelos para distraer los sistemas de defensa enemigos.
- Descrifrado de Hardware: Mediante espejos, el jugador debe conectar los distintos rayos de luz de diferentes colores para conectarlos entre sí. Se pueden mezclar colores y usar diversos tipos de espejo.

Todos los puzles poseen un tiempo límite para ser completados.

## Personajes
- Sarah Andarsyn: Una chica de pelo rojo, que puede considerarse la protagonista de la historia. Va acompañada por Franco Delille, un técnico de reparaciones.

- Franco Delille: Un técnico de reparaciones que ayuda a Sarah en la nave. Él es quien libera a Isaac Clarke al principio de Dead Space 2.

## Bonificaciones
Si el jugador supera Dead Space: Ignition, podrá desbloquear un nuevo traje exclusivo para Isaac Clarke en Dead Space 2. Aparte de esto, el juego cuenta con un modo de clasificación en línea para batir récords de tiempo, pero no se desbloquea ninguna bonificación por ello.